# Skobiejki
Skobiejki (biał. Скабейкі; ros. Скобейки) − wieś na Białorusi, w obwodzie grodzieńskim, w rejonie oszmiańskim, w sielsowiecie Nowosiółki.
Dawniej dwie wsie – Skobiejki I i Skobiejki II.

## Historia
W czasach zaborów wsie w gminie Kucewicze, w powiecie oszmiańskim, w guberni wileńskiej Imperium Rosyjskiego. W 1905 roku wieś Skobiejki I liczyła 28 mieszkańców, 27 dziesięcin, Skobiejki II liczyły 21 meiszkańców, 15 dziesięcin.
W latach 1921–1945 wsie leżały w Polsce, w województwie wileńskim, w powiecie oszmiańskim, w gminie Kucewicze.
W 1931 Skobiejki I i II zostały spisane łącznie: w 8 domach zamieszkiwało 41 osób.
Wierni należeli do parafii rzymskokatolickiej w Oszmianie. Miejscowość podlegała pod Sąd Grodzki w Oszmianie i Okręgowy w Wilnie; właściwy urząd pocztowy mieścił się w Oszmianie.
Po II wojnie światowej w granicach Związku Sowieckiego. Od 1991 w niepodległej Białorusi.